# Птижан, Бернар
Берна́р Птижа́н (фр. Bernard Petitjean MEP, 14.06.1829 г., Франция — 7.10.1884 г., Нагасаки, Япония) — католический прелат, миссионер, апостольский викарий Японии с 11 марта 1866 года по 22 мая 1876 год, апостольский викарий Южной Японии с 11 мая 1866 года по 7 октября 1884 год, член миссионерской конгрегации Парижское общество заграничных миссий. Стал первым католическим иерархом после двухсотлетнего запрета деятельности Католической церкви в Японии. Построил церковь 26 японских мучеников, которая имеет статус национального сокровища Японии.

## Биография
21 мая 1853 года Бернар Птижан был рукоположён в священника в миссионерской конгрегации «Парижское общество заграничных миссий». В 1862 году отправился в Японии для миссионерской деятельности.
В августе 1863 года стал строить католический храм в Нагасаки, который был освящён 19 февраля 1865 года. 17 марта 1866 года Бернар Птижан установил связи с подпольными католиками какурэ-кириситан, которые стали основой возрождавшейся католической японской общины.
11 мая 1866 года Римский папа Пий IX назначил Бернара Птижана апостольским викарием Японии (сегодня — Архиепархия Токио) и титулярным епископом Мириофитоса. 21 октября 1866 года состоялось рукоположение Бернара Птижана в епископа, которое совершил префект Гуандуна епископ Филипп-Франсуа-Зефирен Гиллеме.
В июле 1867 года японское правительство стало преследовать какурэ-киристан. В июле 1868 года Бернар Птижан был выслан из Японии.
Будучи в Европе, Бернар Птижан участвовал в работе Первого Ватиканского собора. В марте 1873 года деятельность Католической церкви была разрешена и Бернар Птижан возвратился в Японию с большой группой миссионеров. К концу 1873 года в Японии находились 23 священника, три действующих церкви, семинария, одна школа для девочек и два детских приюта.
В 1876 году Святой Престол учредил апостольский викариат Северной Японии и апостольский викариат Южной Японии. Ординарием апостольского викариата Южной Японии с центром в городе Осака был назначен Бернар Птижан, а ординарием апостольского викариата Северной Японии с центром в Токио был назначен Пьер-Мари Осу.
В 1880 году Бернар Птижан перевёл свою резиденцию в Нагасаки, где в то время уже проживало около 250 католиков. В соседнем Ураками проживало около трёх тысяч католиков.
31 декабря 1882 года Бернар Птижан совершил рукоположение первых трёх священников-японцев.
Скончался 7 октября 1884 года в Нагасаки.